# Kleiton Domingues
Kleiton Domingues (nacido el 2 de abril de 1988) es un futbolista brasileño que se desempeña como centrocampista.
Jugó para clubes como el Vitória, Guaratinguetá, Ituano, Guarani, ASA, Tokushima Vortis y FC Gifu.

## Trayectoria

### Clubes
| Club             | País   | Año         |
| ---------------- | ------ | ----------- |
| Vitória          | Brasil | 2008 - 2010 |
| Guaratinguetá    | Brasil | 2009        |
| Ituano           | Brasil | 2011 - 2013 |
| Guarani          | Brasil | 2012        |
| ASA              | Brasil | 2013        |
| Tokushima Vortis | Japón  | 2014        |
| FC Gifu          | Japón  | 2014        |